# Zoppas Industries
La Zoppas Industries-IRCA S.p.A. Industria Resistenze Corazzate e Affini è un'azienda italiana con sede a Vittorio Veneto, in provincia di Treviso, che opera nella produzione di componenti elettrici e di macchine per l'industria alimentare.

## Storia
L'azienda Industria Resistenze Corazzate e Affini S.p.A. (IRCA), è stata fondata nel 1963 a San Vendemiano, in provincia di Treviso, da Luigi Zoppas (1906-1970), come produttrice di minuterie per cucine a gas, rubinetterie, resistenze corazzate, nonché nella costruzione e la riparazione degli stampi. Il numero iniziale di addetti era di appena un centinaio di unità, ed era sorta come subfornitrice di componenti per la nota azienda produttrice di elettrodomestici Zoppas di Conegliano. Nel 1965, IRCA introduce la resistenza tubolare corazzata in acciaio per le lavatrici, che sostituisce quella in rame, e nel 1969, importa dagli Stati Uniti il know-how per produrre resistenze adatte allo sbrinamento, destinate al mercato della refrigerazione.
Nel 1970, muore il fondatore e la conduzione dell'azienda viene assunta dal figlio Gianfranco Zoppas, con il quale l'IRCA avvia la propria espansione verso altre attività e la creazione delle seguenti divisioni:
- Società Elettrotecnica Veneta S.p.A. (SEV), fondata nel 1973, con sede e stabilimento a Miane nella frazione Preamor, per la produzione di resistenze elettriche e sistemi per i settori del piccolo elettrodomestico e della refrigerazione;
- Resistenze Industriali Corazzate e Affini S.p.A. (RICA), fondata nel 1975, con sede e stabilimento a Vittorio Veneto, per la progettazione e produzione di resistenze elettriche per il mercato industriale;
- Corazzate Riscaldamento S.p.A. (CORIS), fondata nel 1979, con sede e stabilimento a San Vito al Tagliamento, in provincia di Pordenone, per la produzione di componenti per gli apparecchi di riscaldamento dell'ambiente.[6]

Nel 1980, il Gruppo trevigiano entra nel settore dei macchinari per la produzione di materiale plastico, con la costituzione della SIPA S.p.A. Società di Industrializzazione Progettazione e Automazione, con sede e stabilimento a Vittorio Veneto. Nel 1992, attraverso la RICA avvia una collaborazione con l'Agenzia spaziale europea, specializzandosi così nella produzione di riscaldanti elettrici in poliammide per i satelliti. Diversi anni più tardi, nel 2004, l'ASE lancerà la sonda spaziale Rosetta, i cui sistemi riscaldanti sono stati progettati e costruiti dalla divisione RICA dell'azienda veneta.
Zoppas Industries nella seconda metà degli anni novanta avvia una politica di internazionalizzazione con lo spostamento di alcune produzioni in paesi dove il costo del lavoro è inferiore a quello italiano: nel 1997, viene aperto lo stabilimento di Timișoara, in Romania. Nello stesso anno, l'azienda veneta acquisisce il controllo della Stillman-Heating Products Inc., e due anni più tardi, nel 1999, della PTH Precision Tubular Heating Inc., ambedue statunitensi. Altri insediamenti produttivi all'estero vengono successivamente inaugurati in Messico (1999), e Cina (2000), ma al contempo vengono chiusi gli stabilimenti italiani della SEV di Preamor di Miane e della CORIS di San Vito al Tagliamento (2004).
Nel 2008, attraverso SIPA viene rilevata la Berchi Group di Parma, produttore di linee complete per il confezionamento e l'imbottigliamento. Tre anni più tardi, nel 2011, sotto il controllo del Gruppo veneto passano la statunitense Nova Industries e la svizzera Prang+Partner AG. Nel 2017, apre nuovi stabilimenti in Russia e in Serbia.
Nel 2019, la controllata SIPA ha sottoscritto un accordo con il Ministero dell'Ambiente per la rigenerazione dei rifiuti in plastica. La medesima aveva introdotto il sistema Xtreme Renew, a ciclo unico per la produzione di preforme con plastica di qualità vergine contenenti il 100% di PET riciclato. Nello stesso anno SIPA viene perciò insignita del WorldStar Packaging Awards.

## Informazioni e dati
La Zoppas Industries-IRCA S.p.A. Industria Resistenze Corazzate e Affini, con sede a Vittorio Veneto, in provincia di Treviso, è un'azienda che progetta e produce componenti elettrici, in particolare resistenze e sistemi riscaldanti per applicazioni domestiche e industriali, in cui è leader mondiale.
Nel 2019 ha realizzato un fatturato di 270,7 milioni di euro, ed un utile netto di 16,3 milioni. Conta 14 stabilimenti produttivi, di cui 4 in Italia, 2 in Messico, e il resto in Germania, Francia, Svizzera, Romania, Serbia, Cina, Russia e Stati Uniti, e 4 filiali di vendita in Regno Unito, Finlandia, Turchia, Brasile, e 4 consociate in Romania, Serbia, Cina e Messico. Il numero complessivo di dipendenti è di oltre 8.900 unità.
La SIPA S.p.A. Società di Industrializzazione Progettazione e Automazione, con sede a Vittorio Veneto, e controllata di Zoppas Industries-IRCA, opera nella produzione di macchinari per la trasformazione e lo stampaggio delle materie plastiche in PET. Nel 2019 ha realizzato un fatturato di 191,9 milioni di euro, ed un utile netto di 1,4 milioni. Impiega circa 1.200 dipendenti in 4 stabilimenti, di cui 2 in Italia (Vittorio Veneto e Parma), uno in Romania ed uno in Cina, e 17 filiali di vendita in diversi paesi.
Sia IRCA che SIPA devono gran parte del proprio fatturato all'estero, rispettivamente per l'85% e il 96%.